# Hälsingland
Hälsingland (anche Helsingia) è una provincia storica (landskap) della Svezia centro-orientale. È situata nella regione di Norrland e fa parte, a livello amministrativo, della contea di Gävleborg di cui costituisce la porzione settentrionale, e, in misura minore, delle contee di Jämtland e Västernorrland. 
Confina con le province di Gästrikland, Dalarna, Härjedalen e Medelpad, e si affaccia al mare, a est, sul golfo di Botnia.
Storicamente, il territorio era suddiviso fra tre città dotate di statuto (Hudiksvall che lo ottenne nel 1582; Söderhamn, 1620; Bollnäs, 1942) e nove distretti di corte (tingslag). 

I distretti di corte erano: Arbrå, Bergsjö, Delsbo, Enånger, Forsa, Hälsingland Sudorientale, Hälsingland Sudoccidentale, Järvsö e Ljusdal.